# 얼스터 왕당파

얼스터 충성주의를 상징하는 기.

얼스터 왕당파(Ulster loyalism)는 북아일랜드의 개신교도 노동계급 사이에 주로 퍼져 있는 이념이다. 얼스터의 개신교도들은 대부분 과거 영국이 아일랜드를 식민화했을 때 이주해온 영국인들의 후손이다. 얼스터 연합주의와 마찬가지로(또는 충성주의가 연합주의의 부분집합으로 여겨진다), 왕당파는 영국 군주제를 옹호하고 북아일랜드의 연합왕국 잔류를 지지하며 통일 아일랜드 개념에 반대한다. 얼스터 충성주의는 민족주의의 일종으로 설명되며, 영국 민족주의의 변종으로 생각된다. 얼스터 충성주의는 준군사주의와도 밀접한 연관이 있다.
얼스터 충성주의는 19세기 말 아일랜드 독립운동에 대한 반작용으로 형성되었다. 아일랜드인 대부분은 천주교도였으나, 얼스터 지역에서는 개신교도가 다수였다. 왕당파들은 독립 아일랜드의 일부가 되고싶어하지 않는 얼스터 개신교도들을 가시화했다. 연합주의자 중에 천주교도가 존재하기도 했으나, 충성주의의 경우 거의 대부분이 개신교적 전통과 유산에 기반하고 있다. 그 결과 1921년 아일랜드는 분할되었고, 얼스터의 3분의 2를 제외한 나머지 지역은 독립하였다. 왕당파들은 흔히 북아일랜드를 "얼스터"라고 달리 부르기도 한다.